# Thracië

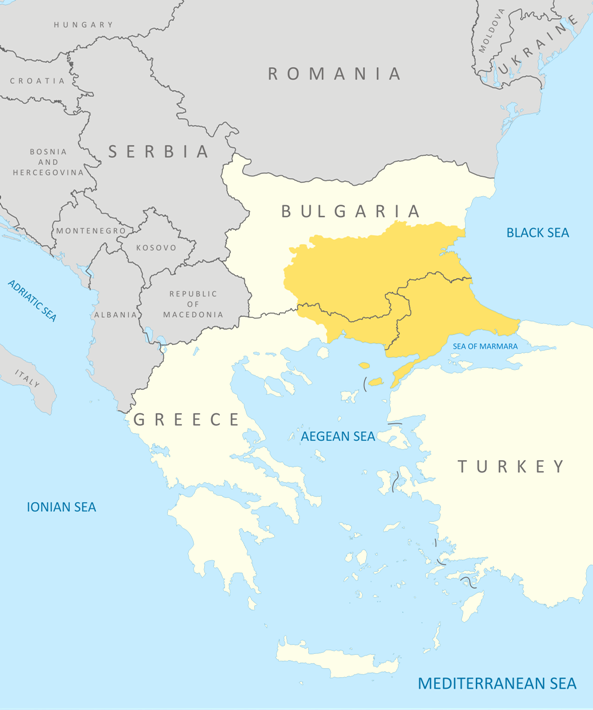
Thracië op een actuele kaart

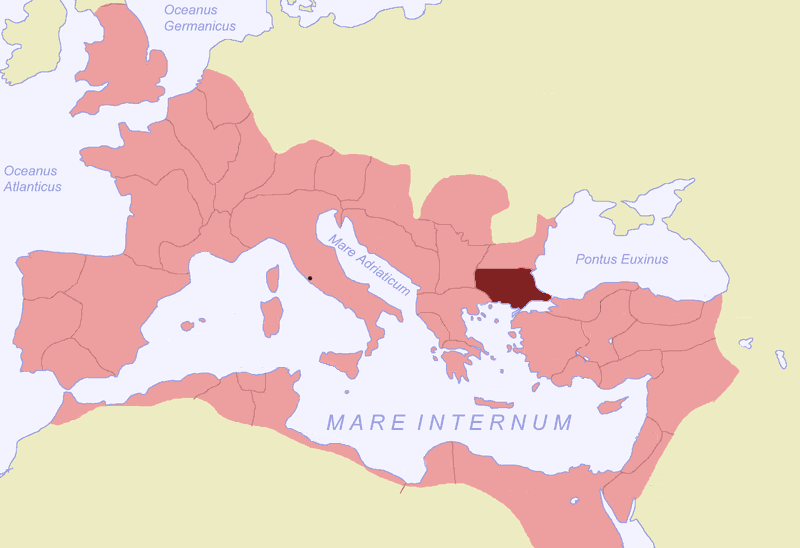
Thracië binnen het Romeinse Rijk

Thracië, ook wel Tracië, Thrakië, Trakya of Trakië is een gebied in het zuidoosten van Europa. Het ligt in het noordoosten van Griekenland, het zuiden van Bulgarije en in Europees Turkije en wordt begrensd door de Zwarte Zee, Egeïsche Zee en de Zee van Marmara. Het gebied was van groot strategisch belang en heeft dan ook vele heersers gekend.

## Geschiedenis
Het historische Thracië lag op het huidige grensgebied van Bulgarije, Griekenland en Turkije.
De Thraciërs, die van Indo-Europese afkomst waren, bestonden uit verschillende, elkaar meestal bestrijdende stammen. Hun cultuur was divers en werd door grafheuvels gekenmerkt, waarin goudschatten gevonden zijn. Ze waren in de klassieke oudheid, in de Griekse en Romeinse tijd, bekend vanwege hun krijgslust en hun relatief hoog ontwikkelde muziek en dichtkunst. De invloed van de Thraciërs op de vroege Griekse samenleving blijkt onder meer uit het overnemen van hun oorlogsgod Ares en ook Orpheus zou uit Thracië afkomstig zijn. De eerste Griekse koloniën in het Thracische kustgebied, waaronder Byzantion en Apollonia, kwamen er in ongeveer de 6e eeuw v.Chr., maar het gebied kwam omstreeks 516 v.Chr. grotendeels onder het gezag van het Perzische Rijk, met koning Xerxes I en Darius I.
Thracië was volgens de Griekse mythologie behalve van Orpheus ook de woonplaats van de god Zephyros. Het is ook het gebied waar volgens de epiek de Amazonen hebben gewoond.
Er bestond onder de Odrysen (4e eeuw v.Chr.) enige tijd een Thracisch rijk, dat in ongeveer 350 v.Chr. door Macedonië werd ingelijfd. De Romeinen maakten na de Macedonische Oorlogen, dat was in de tijd van de Romeinse Republiek van het gebied een provincie, Macedonië, maar daar werd onder keizer Claudius een nieuwe provincie van gemaakt: Thracië (46 n.Chr.). De Romeinen stichtten er later onder meer Sofia, destijds Sardica, en Edirne, toen Adrianopolis.
Het Thracisch werd door het Grieks en het Latijn grotendeels vedrongen.
Het gebied werd sinds de 1e eeuw door Gotische en Slavische volkeren geplunderd en gekoloniseerd. Het maakte deel uit van het Byzantijnse Rijk. De versnippering van het gebied nam een aanvang met de oprichting van het Eerste Bulgaarse Rijk (7e eeuw). Het hele gebied was in 1453 geleidelijk aan onder Turkse heerschappij geraakt, dus een onderdeel van het Ottomaanse Rijk. Thracië was in de 19e en 20e eeuw onder meer het toneel van de Russisch-Turkse oorlogen (1828–1829, 1877–1878) en de Balkanoorlogen (1912–1913). In het Griekse deel hebben de sociale en religieuze tegenstellingen tussen Griekse en Turkse bevolkingsgroepen herhaaldelijk geleid tot onlusten, onder meer tijdens verkiezingen.
Vooraanstaande kenners van Thracië komen vooral uit Bulgarije, maar het vierde internationaal congres van de Thracologie werd op 30 september 1984 in het Museum Boijmans Van Beuningen in Rotterdam gehouden. Er was daar dat jaar ook een tentoonstelling van het goud der Thraciërs.

### Thracische muziek
Het feit dat Orpheus in de klassieke oudheid als Thraciër beschouwd werd, wijst erop dat Thracië werd gezien als het centrum van muziek in het oude Griekenland. De invloed van de Thracische muziek heeft daarna in de omgeving altijd voortbestaan.

## Aardrijkskunde
Thracië heeft net als Griekenland een rotsachtige bodem, is bergachtig en in de dalen wordt er landbouw gepleegd. De Bosporus scheidt Thracië van Anatolië, het Aziatische deel van Turkije. Op de grens van Thracië en Anatolië ligt de miljoenenstad Istanboel.
Oost-Thracië en Europees-Turkije zijn hetzelfde gebied.

## Websites
- (en)  Sonya Ilieva's Web Page About Ancient Thrace and Thracology, 2001-2019. gearchiveerd
- (en) Thracology.org, 2007-2016. gearchiveerd

Achaea · Alexandria et Aegyptus · Africa · Alpes Cottiae · Alpes Maritimae · Alpes Poeninae · Arabia Petraea · Armenia Inferior · Asia · Britannia · Cappadocia · Cilicia · Corsica · Creta · Cyprus · Cyrenaica · Dacia · Dalmatia · Epirus · Galatia · Gallia (Aquitania · Belgica · Lugdunensis · Narbonensis) · Germania (Inferior · Superior) · Hispania (Baetica · Lusitania · Tarraconensis) · Italia · Iudaea · Lycaeonia · Lycia · Macedonia · Mauretania (Caesariensis · Tingitana) · Moesië (Inferior · Superior) · Noricum · Numidia · Pannonia (Inferior · Superior) · Pamphylia · Pisidia · Pontus et Bithynia · Raetia · Sardinia · Sicilia · Syria · Thracia

Tijdelijke bezettingen: Germania (7-9 n.Chr.) · Armenia (114-117 n.Chr.) · Assyria (116-117 n.Chr.) · Mesopotamia (115-117 n.Chr.)